# De Lelie (Puttershoek)
De Lelie is een korenmolen aan de Molendijk in Puttershoek in de provincie Zuid-Holland.
In 1836 werd de molen gebouwd en tot 1945 werd op windkracht gemalen met de molen. In 1955 kwam de molen in eigendom van de toenmalige gemeente Puttershoek. Daarna volgde een restauratie. In 1987 werd de molen weer gerestaureerd en wordt sindsdien door vrijwillige molenaars in bedrijf gesteld. In 1992 kwam de molen in handen van de Stichting tot Behoud van Molens in Binnenmaas.
De molen is thans uitgerust met een koppel maalstenen dat op windkracht kan worden aangedreven en een kleine maalstoel met elektromotor. Het wiekenkruis is voorzien van het Oudhollands hekwerk met zeilen en de roeden hebben een lengte van 24 meter.

## Trivia
In Amelup, West-Australië, staat een replica van De Lelie, The Lily Windmill genaamd. De replica is ontworpen en gebouwd door Pleun Hitzert, een oud-Puttershoeker die naar Australië is geëmigreerd.